# 総合治水の日
総合治水の日（そうごうちすいのひ）とは、総合治水対策の意義・重要性を流域住民に対してアピールするための記念日。

## 制定
総合治水の啓発活動を目的として1987年（昭和62年）に建設省（現国土交通省）により毎年5月15日と定められた。
これは1980年（昭和55年）5月15日に建設省事務次官通達「総合治水対策の推進について」が発出され、総合治水対策の体制が確立したことにちなむ。
当初は鶴見川流域住民に対する広報キャンペーンとして実施されていたが、後に全国的な活動となった。